# Liste der Monuments historiques in Vraux
Die Liste der Monuments historiques in Vraux führt die Monuments historiques in der französischen Gemeinde Vraux auf.

## Liste der Immobilien
| Bezeichnung       | Beschreibung           | Standort               | Kennzeichnung | Schutzstatus | Datum | Bild           |
| ----------------- | ---------------------- | ---------------------- | ------------- | ------------ | ----- | -------------- |
| Kirche St-Laurent | ab dem 12. Jahrhundert | Rue de l'Eglise (Lage) | PA00078915    | Classé       | 1920  | weitere Bilder |

## Liste der Objekte
| Bezeichnung                           | Beschreibung                                                                                  | Standort                        | Kennzeichnung | Schutzstatus | Datum | Bild |
| ------------------------------------- | --------------------------------------------------------------------------------------------- | ------------------------------- | ------------- | ------------ | ----- | ---- |
| Skulptur einer Heiligen               | Holz, farbig gefasst, 17. Jahrhundert                                                         | in der Kirche St-Laurent (Lage) | PM51002539    | Inscrit      | 1977  |      |
| Skulptur Madonna mit Kind             | Holz, farbig gefasst, 16. Jahrhundert                                                         | in der Kirche St-Laurent (Lage) | PM51002535    | Inscrit      | 1977  |      |
| Skulptur Johannes Evangelist          | Stein, farbig gefasst, 18. Jahrhundert                                                        | in der Kirche St-Laurent (Lage) | PM51002537    | Inscrit      | 1977  |      |
| Kanzel                                | Holz, 18. Jahrhundert                                                                         | in der Kirche St-Laurent (Lage) | PM51001242    | Classé       | 1966  |      |
| Kruzifix                              | Holz, farbig gefasst, 17. Jahrhundert                                                         | in der Kirche St-Laurent (Lage) | PM51002538    | Inscrit      | 1977  |      |
| Orgel                                 | Haupteintrag für                                                                              | in der Kirche St-Laurent (Lage) | PM51001779    | Classé       | 1978  |      |
| Instrumentalteil der Orgel            | 1709 für das Kloster Saint-Saveur in Vertus gebaut, 1791 durch René Cochu nach Vraux versetzt | in der Kirche St-Laurent (Lage) | PM51001241    | Classé       | 1978  |      |
| Skulpturengruppe Unterweisung Mariens | Holz, farbig gefasst, 17. Jahrhundert                                                         | in der Kirche St-Laurent (Lage) | PM51002536    | Inscrit      | 1977  |      |
| Kommuniontisch                        | Schmiedeeisen, 18. Jahrhundert                                                                | in der Kirche St-Laurent (Lage) | PM51001243    | Classé       | 1966  |      |